# Meester van Gijsbrecht van Brederode

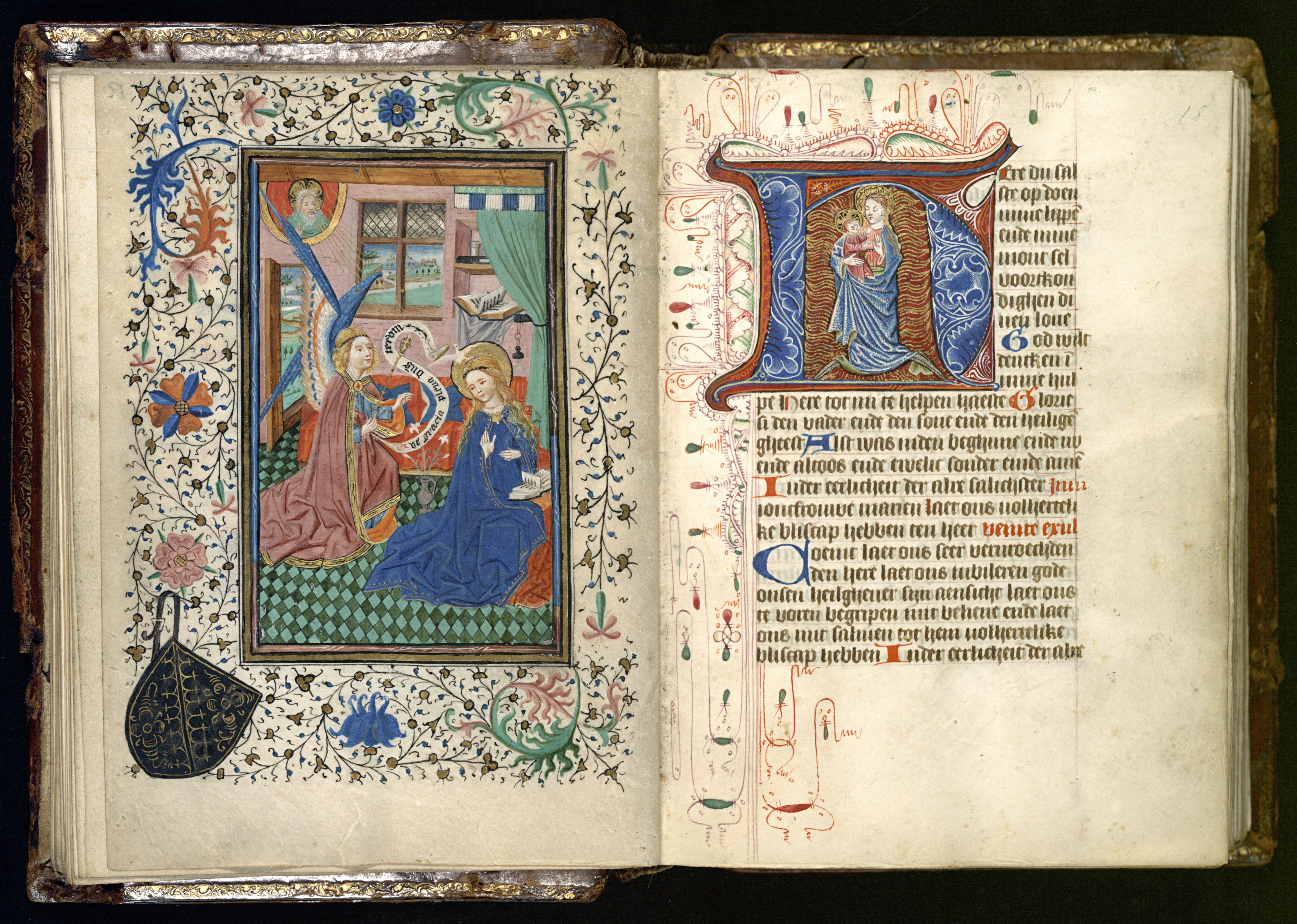
Voorbeeld van het werk van de Meester van Gijsbrecht van Brederode. In de afbeelding uit het Bout Psalter-Getijdenboek fol. 17v met de Aankondiging, en rechts daarvan 18r.

Meester van Gijsbrecht van Brederode was een anoniem gebleven laatmiddeleeuwse kunstenaar. Halverwege de 15e eeuw was hij tezamen met de Meester van Evert Zoudenbalch de belangrijkste verluchter in de stad Utrecht.
Tussen 1465 en 1470 vervaardigde deze kunstenaar bijna alle miniaturen in een getijdenboek voor Gijsbrecht van Brederode; zijn noodnaam is hieraan ontleend. Daarnaast is werk van hem bekend uit circa 9 andere getijdenboeken. Tussen 1460 en 1470 werkte hij tevens mee aan een bijbel voor Evert Zoudenbalch.